# Titanic (2012)
Titanic é uma minissérie televisiva, de quatro partes, que tem como base o naufrágio do RMS Titanic, um transatlântico de luxo que afundou no Oceano Atlântico na madrugada de 15 de abril de 1912, após colisão com um icebergue na sua viagem inaugural desde Southampton, no Reino Unido com destino à Cidade de Nova Iorque, nos Estados Unidos da América.

## Transmissão
A minissérie teve a sua estreia no Canadá, onde foi transmitida pela Global no dia 21 de março de 2012. Estreou-se no Reino Unido e Irlanda quatro dias depois, transmitido pela ITV1 e TV3, respetivamente. A minisérie foi transmitida nos Estados Unidos pela ABC no dia 14 de abril de 2012; em Portugal, pela SIC a 15 de abril; e no Brasil pela NatGeo, a 17 de abril. Em 2013 foi transmitida pela TV Brasil no dia 15 de abril.

## Produção
Foi escrita por Julian Fellowes, célebre pela sua autoria de outros dramas históricos como Gosford Park (2001) e Downton Abbey (2010-2015), para coincidir com as celebrações do primeiro centenário do naufrágio do RMS Titanic, a 14/15 de abril de 2012.

## Recepção
Titanic teve recepção mista por parte da crítica especializada. Com base de 10 avaliações profissionais, alcançou uma pontuação de 51% no Metacritic.